# Brevicornu fragile
Brevicornu fragile är en tvåvingeart som beskrevs av Marshall 1896. Brevicornu fragile ingår i släktet Brevicornu och familjen svampmyggor. Inga underarter finns listade i Catalogue of Life.